# Примавера (Чили)
Примавера (исп. Primavera) — коммуна в Чили. Административный центр коммуны — посёлок Серро-Сомбреро. Население — 687 человек (2002). Посёлок и коммуна входят в состав провинции Тьерра-дель-Фуэго  и области Магальянес-и-ла-Антарктика-Чилена.
Территория коммуны —  4253,4 км². Численность населения — 1158 жителей (2017). Плотность населения — 0,27 чел./км².

## Расположение
Посёлок Серро-Сомбреро расположен в 122 км на северо-восток от административного центра области города Пунта-Аренас и в 98 км на северо-восток от административного центра провинции  города Порвенир.
Коммуна граничит:
- на севере — c коммуной  Сан-Грегорио
- на востоке — с провинцией Огненная Земля, Антарктида и острова Южной Атлантики  (Аргентина)
- на юге — c коммуной Порвенир
- на западе — c коммуной Пунта-Аренас

## Демография
Согласно сведениям, собранным в ходе переписи Национальным институтом статистики (2017 г.), население коммуны составляет 1158 человек, в основном хорватского происхождения.
Население коммуны составляет 0,5 % от общей численности населения области  Магальянес-и-ла-Антарктика-Чилена, при этом 99,87 %  относится к сельскому населению и 0 % — городское население.